# Ambush at Cimarron Pass
Ambush at Cimarron Pass és un western estatunidenc dirigit per Jodie Copelan el 1958.

## Argument
Un grup de vaquers i una tropa de l'exèrcit estatunidenc, atacats pels indis, s'uneixen per tornar al fort.

## Repartiment
- Scott Brady: Sergent Matt Blake
- Margia Dean: Teresa Santos
- Clint Eastwood: Keith Williams
- Irving Bacon: Jutge Stanfield
- Frank Gerstle: capità Sam Prescott
- Ray Boyle: Johnny Willows
- Baynes Barron: Corbin
- William Vaughn: Henry
- Ken Mayer: Caporal Schwitzer
- John Damler: Soldat Zach
- Keith Richards: Soldat Lasky
- John Frederick: Soldat Nathan